# Tanel Kiik
Tanel Kiik, né le 23 janvier 1989 à Tallinn, est un homme politique estonien, membre du Parti du centre d'Estonie. Il est nommé ministre des Affaires sociales le 29 avril 2019 dans le cabinet du premier ministre Jüri Ratas, puis devient ministre de la Santé et du Travail dans le gouvernement de Kaja Kallas, après la division du ministère des Affaires sociales en deux nouveaux ministères, le 26 janvier 2021. Il cesse ses fonctions le 3 juin 2022 quand le Parti du centre quitte le gouvernement.